# Bugatti
Bugatti Automobiles S.A.S. — французька компанія, що виробляє автомобілі класу люкс під брендом Bugatti. Заснована в 1909 році інженером Етторе Бугатті, з 1998 року є частиною концерну Volkswagen-Audi AG.

## Основні факти
- Штаб-квартира: Шато Сен-Жан, Дорлісайм (Франція).
- Заводи: Мольсхайм (Франція), Вольфсбург (Німеччина), Кампогалліано (Італія).
- Шеф-інженер (з 2003 року): Вольфганг Шрайбер.
- Річний обсяг виробництва: до 500 автомобілів.

## Маркування
- Французькі та німецькі моделі мають міжнародний код виробника (WMI) VF9 із додатковим кодом 795 у VIN-коді.
- Автомобілі з Кампогалліано маркуються WMI ZA9 із додатковим кодом D39.

.

## Історія
- 1909: Заснування компанії Етторе Бугатті.
- 1914: Успіх моделі Bugatti «13».
- 1924: Запуск легендарної гоночної моделі Bugatti Type 35.
- 1928: Презентація розкішного Bugatti Type 41 Royal.
- 1930: Участь Bugatti у гонці «24 години Ле-Мана».
- 1952: Завершення виробництва Bugatti Type 101.
- 1998: Марка Bugatti придбана Volkswagen AG, створено компанію Bugatti Automobiles S.A.S.
- 1998–1999: Презентації концепт-карів Bugatti EB 118, EB 218 і 18.3 Chiron.
- 2005: Старт серійного виробництва суперкара Bugatti Veyron 16.4.
- 2005: Відновлення історичних майстерень у Шато Сен-Жан.
- 2007: Реліз Bugatti Veyron «Pur Sang» — всі екземпляри продані за 24 години.
- 2008: Запуск родстера Bugatti Veyron «Grand Sport».
- 2010: Bugatti Veyron Super Sport встановлює світовий рекорд швидкості — 431 км/год.
- 2016: Поява Bugatti Chiron з максимальною швидкістю до 435 км/год.

## Галерея
Automobiles Ettore Bugatti, 1910–1962 

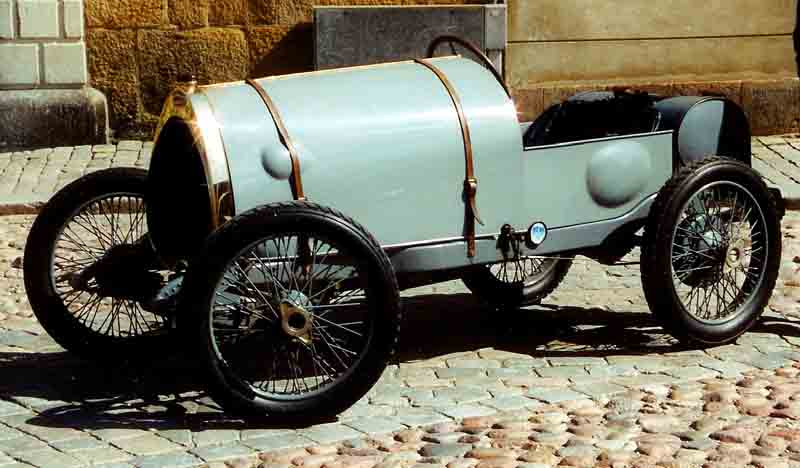
Bugatti Typ 13 Brescia. Кузов Sport-Racing, 1922
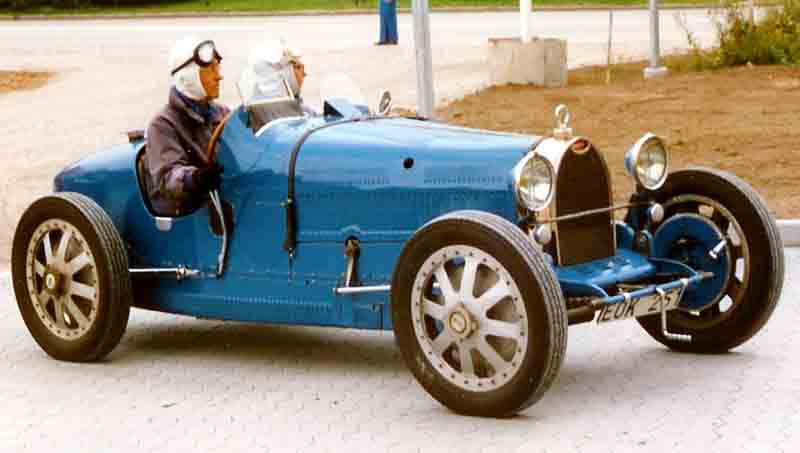
Bugatti Typ 35C. Володар Гран-Прі, 1926
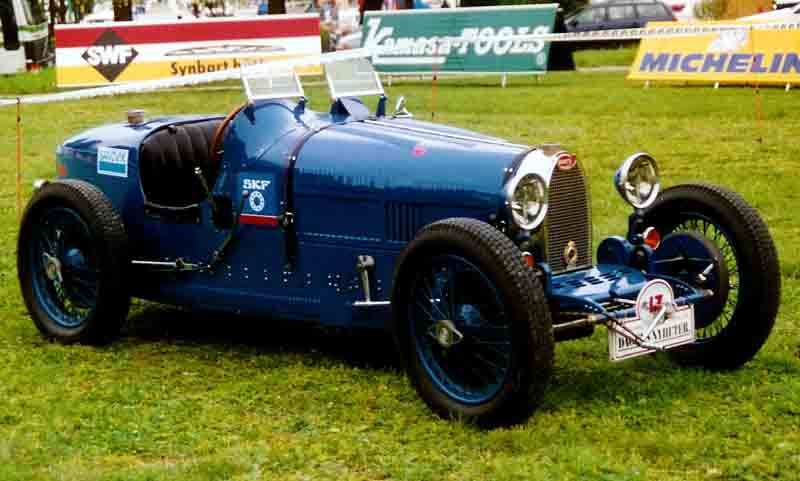
Bugatti Typ 37. Володар Гран-Прі, 1928
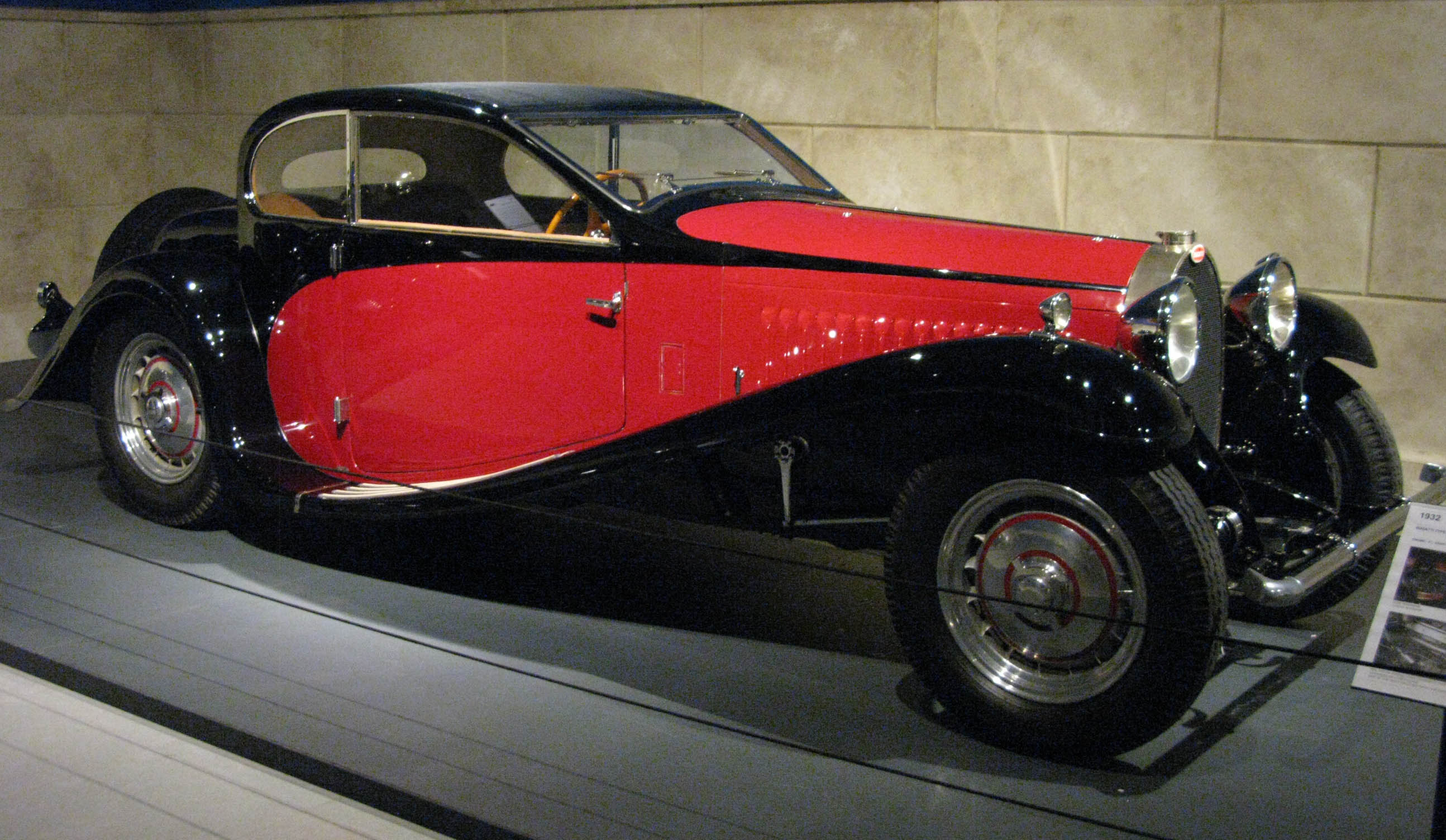
Bugatti Type 50T, 1932
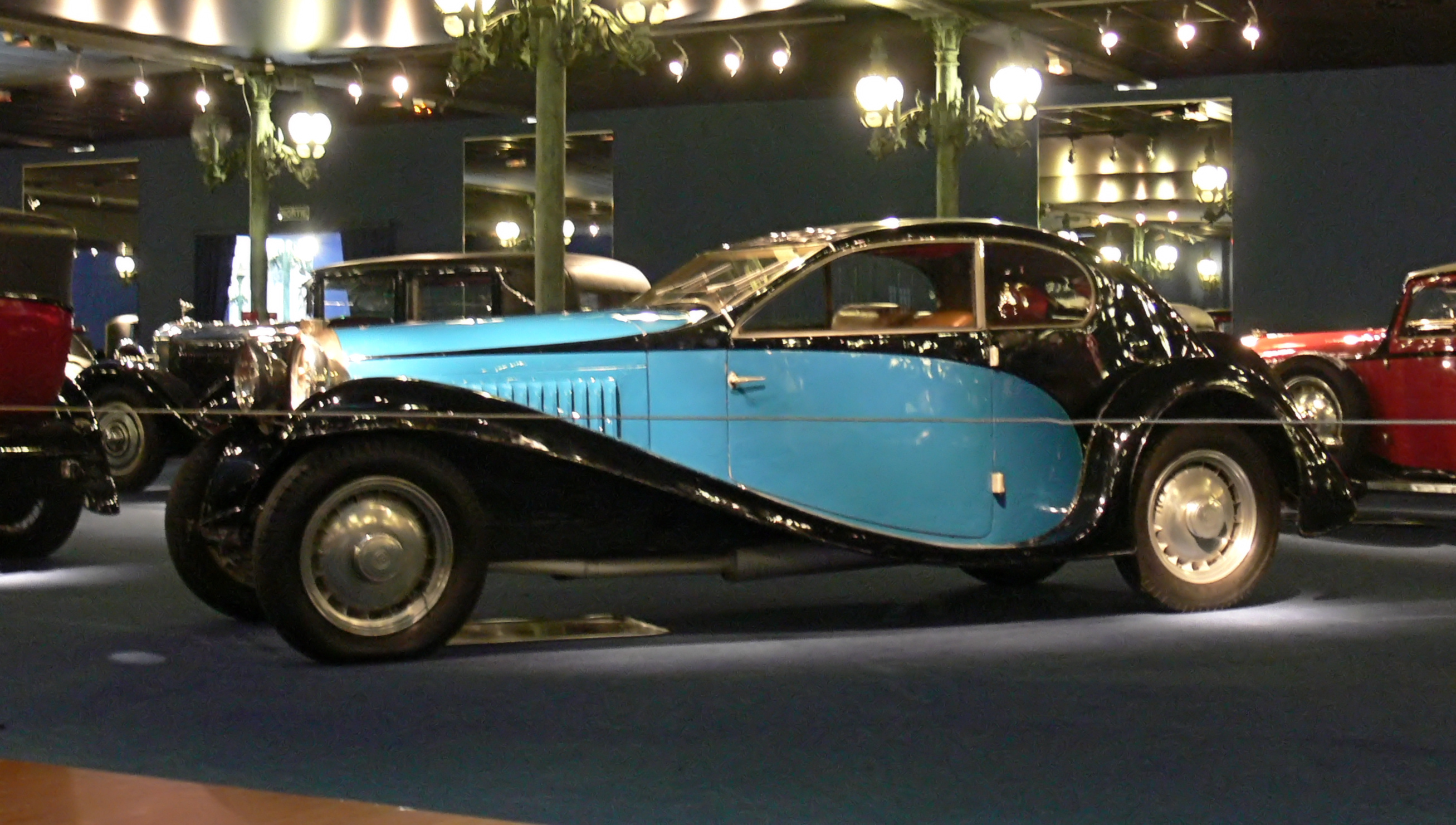
Bugatti Type 46. Кузов Petite Royale Coupé, 1933
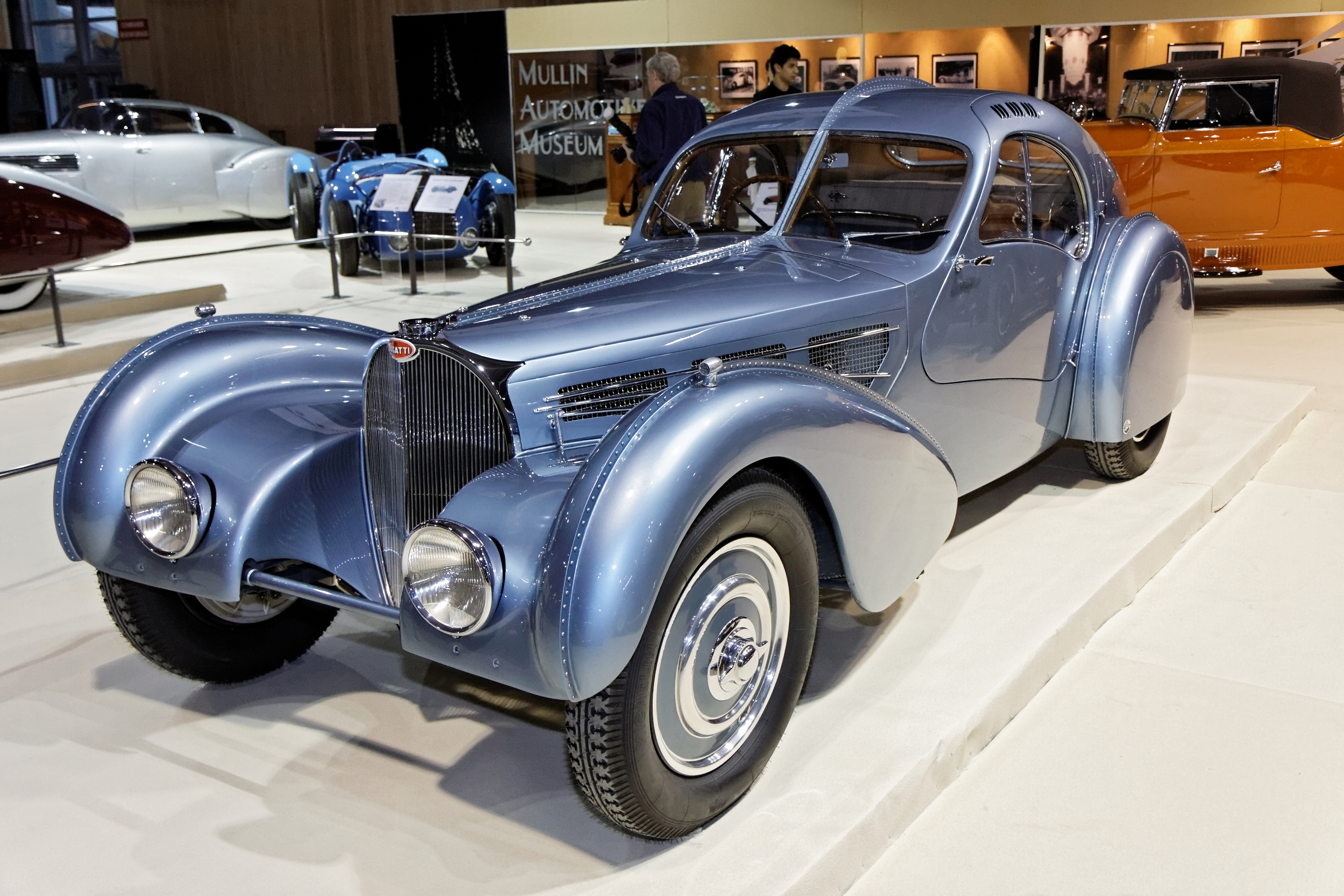
Bugatti type 57SC Atlantic, 1936
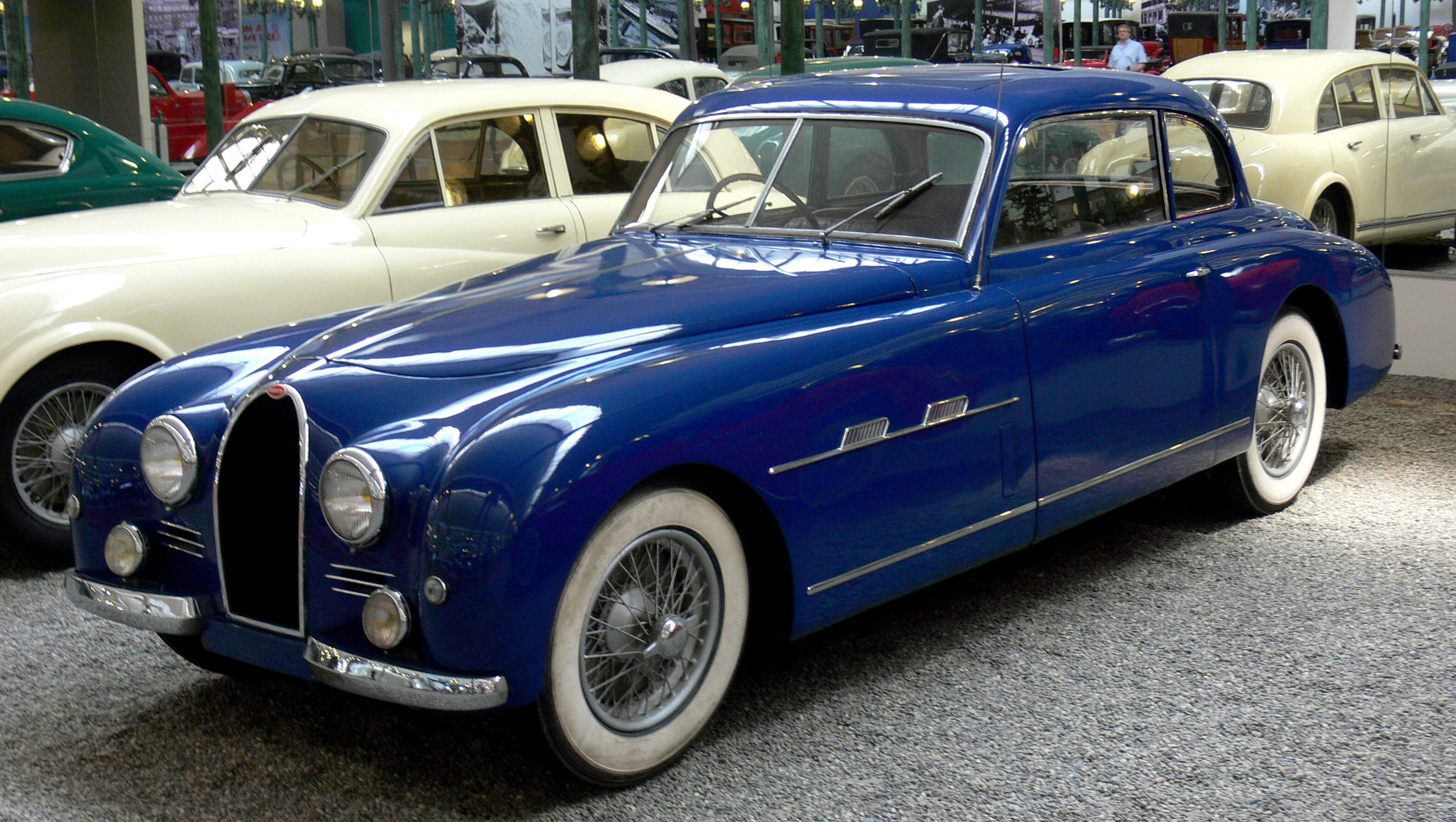
Bugatti Type 101

Bugatti Automobili S.p.A., 1987–1995

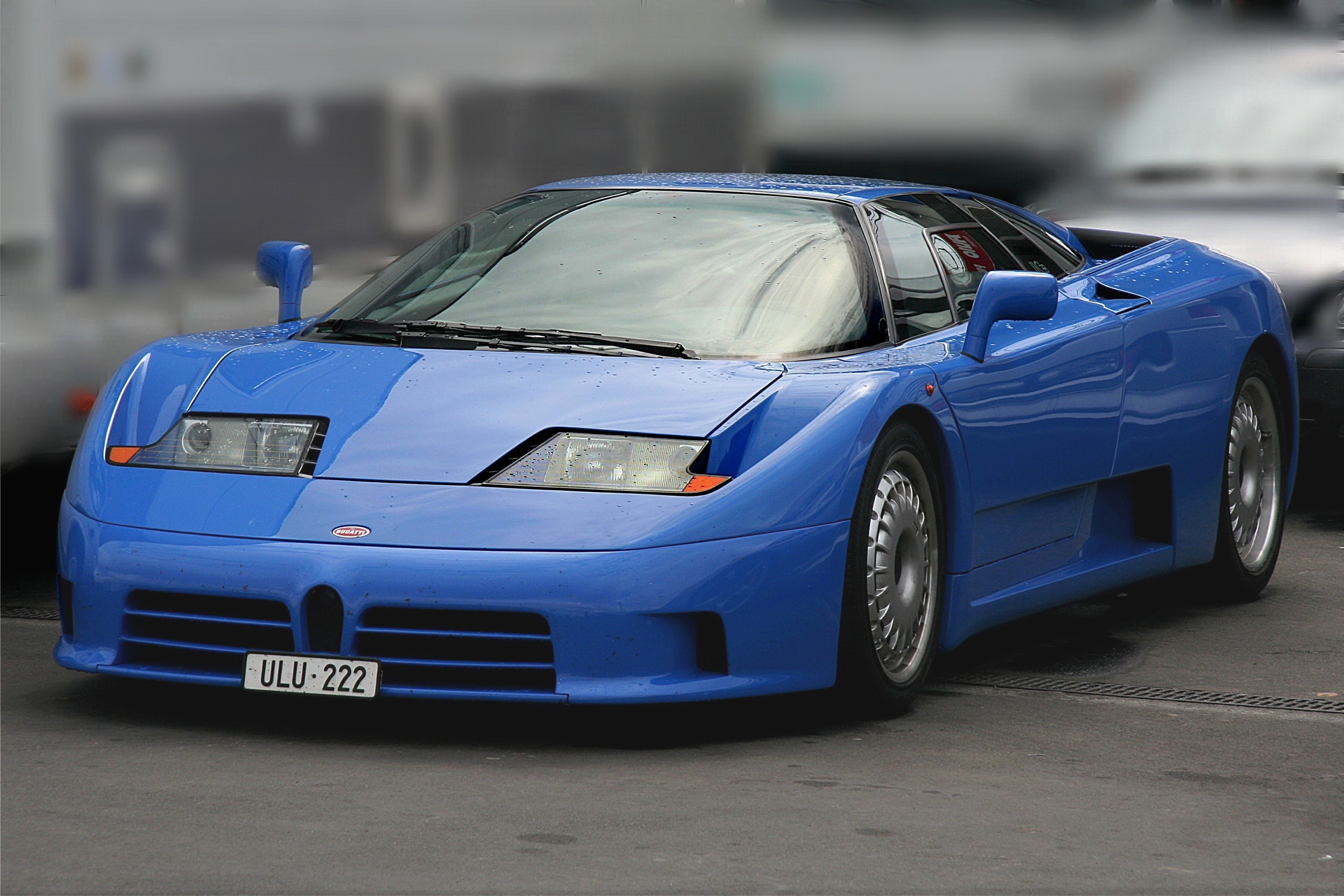
Bugatti EB 110
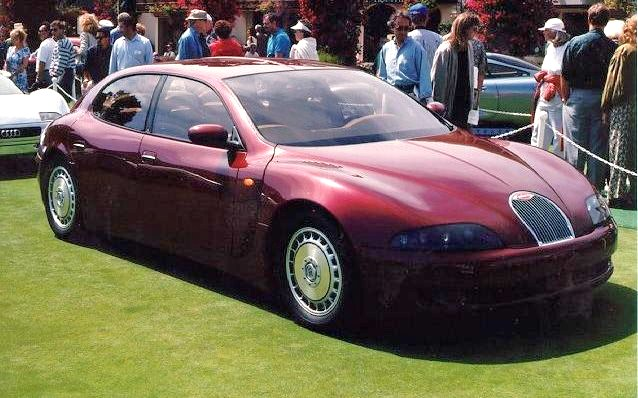
Bugatti EB 112

Bugatti Automobiles S.A.S., 1998–сьогодні

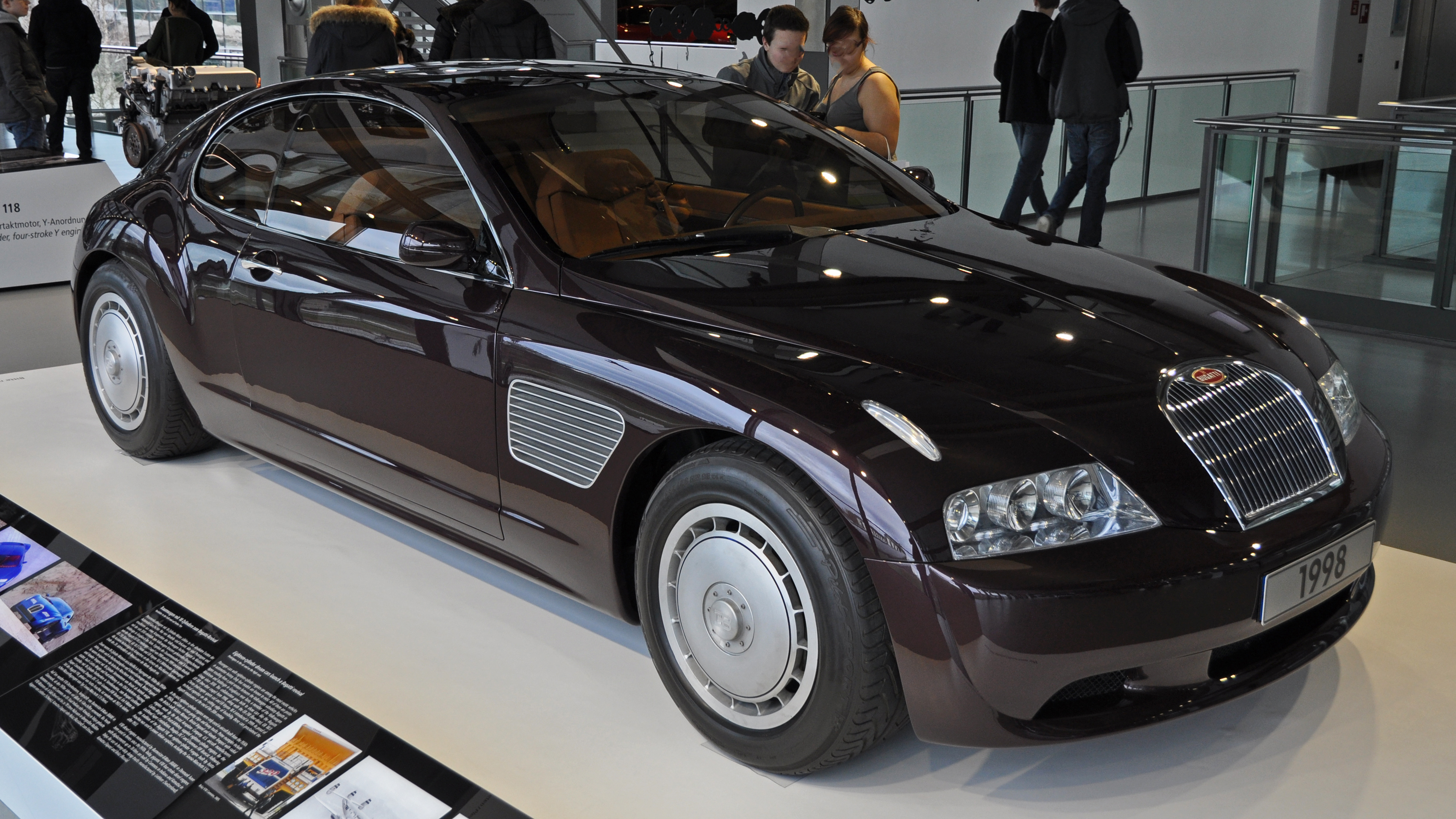
Bugatti EB 118
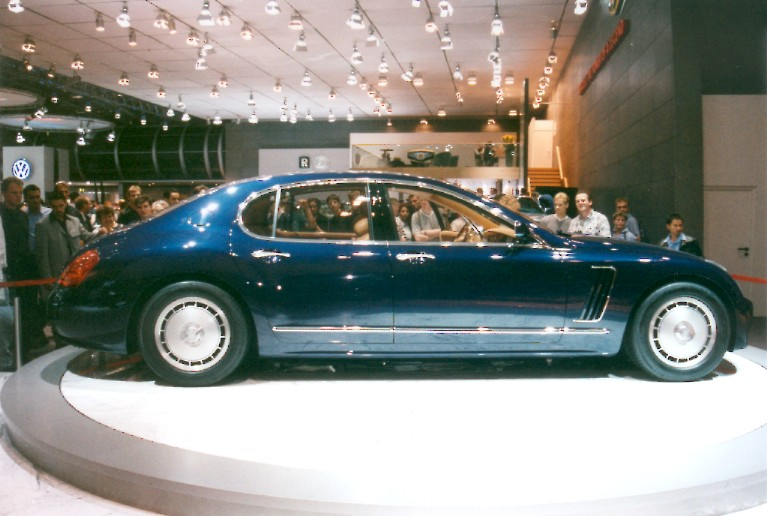
Bugatti EB 218
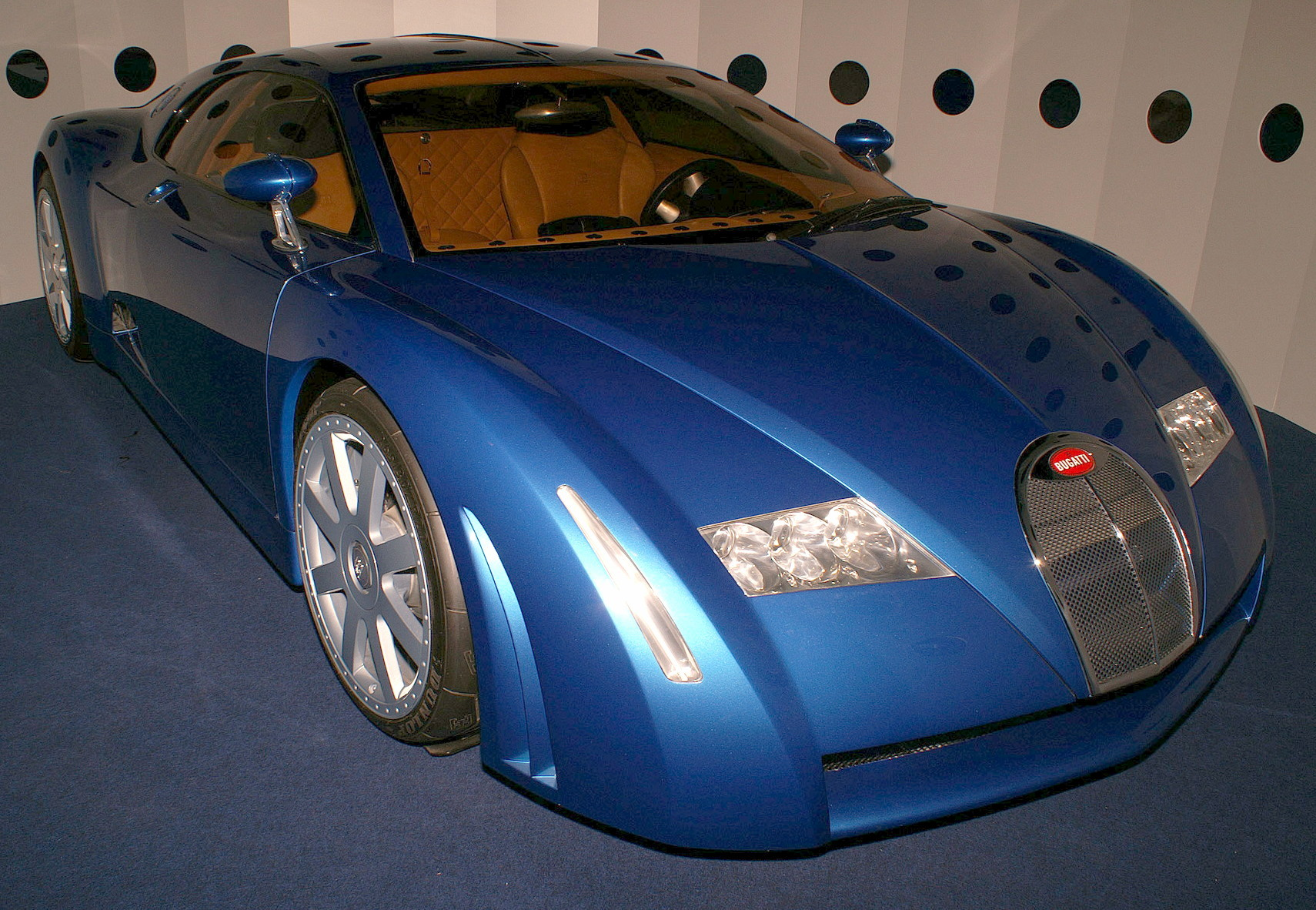
Bugatti 18/3 Chiron
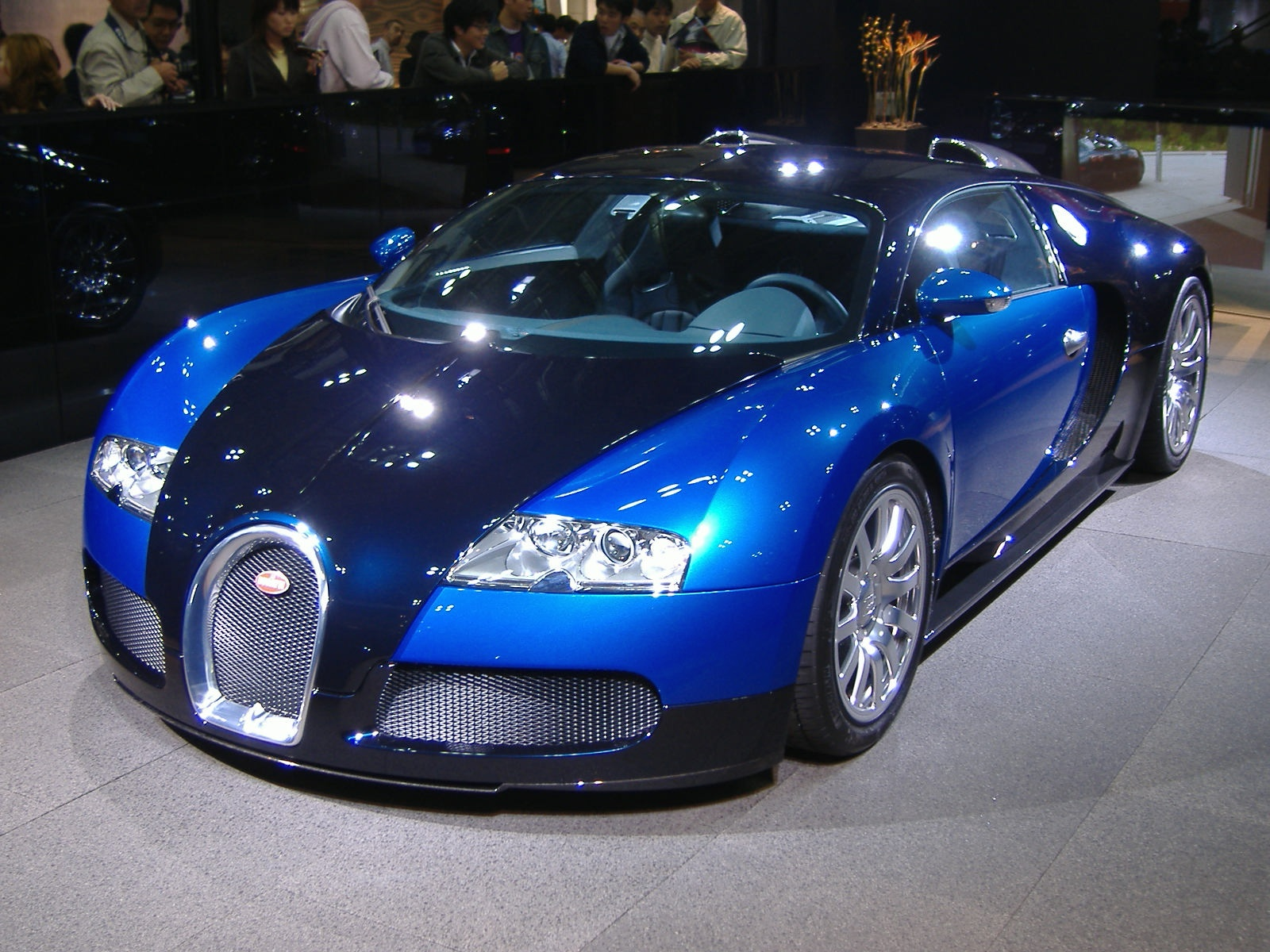
Bugatti Veyron 16.4
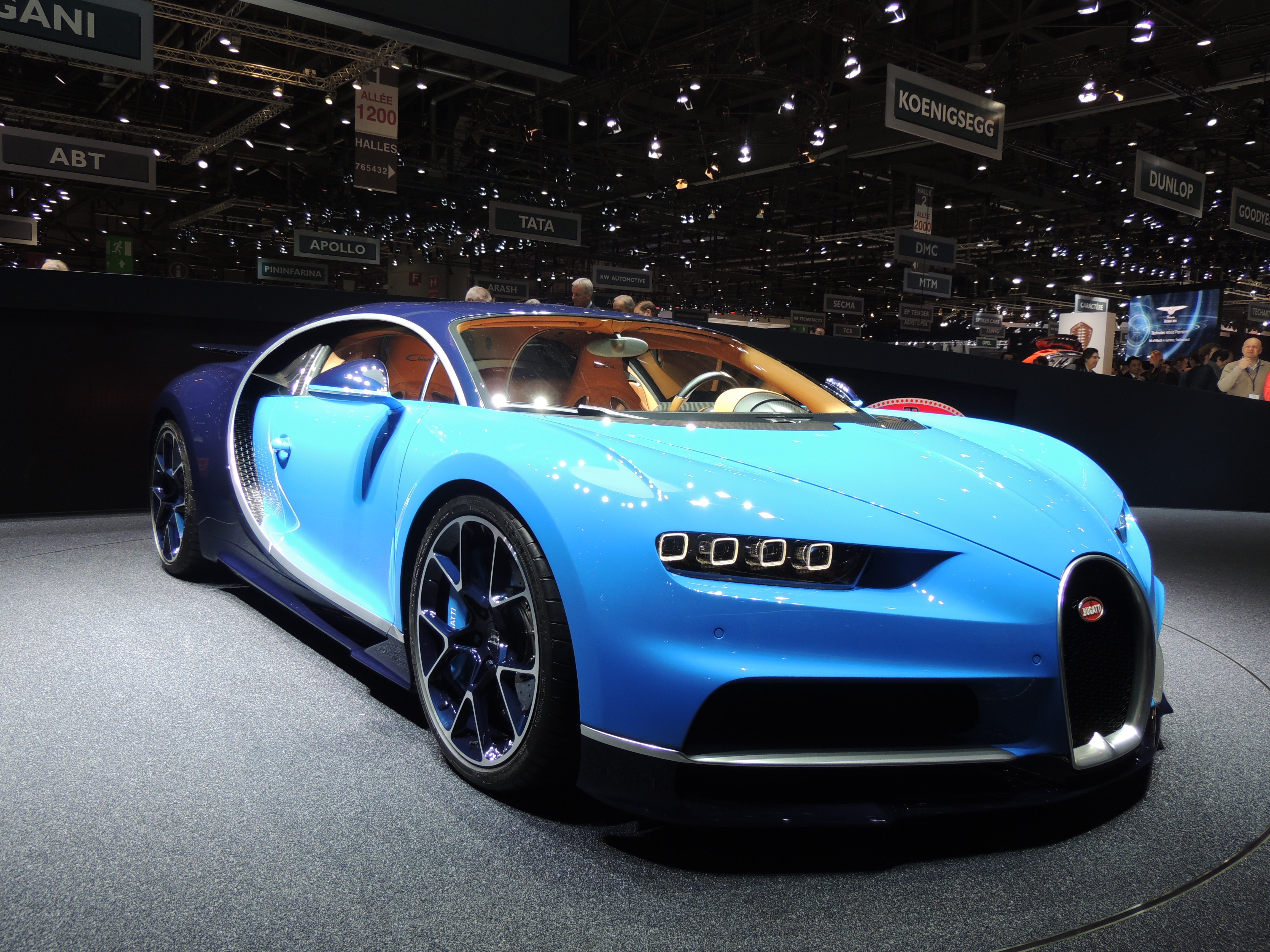
Bugatti Chiron
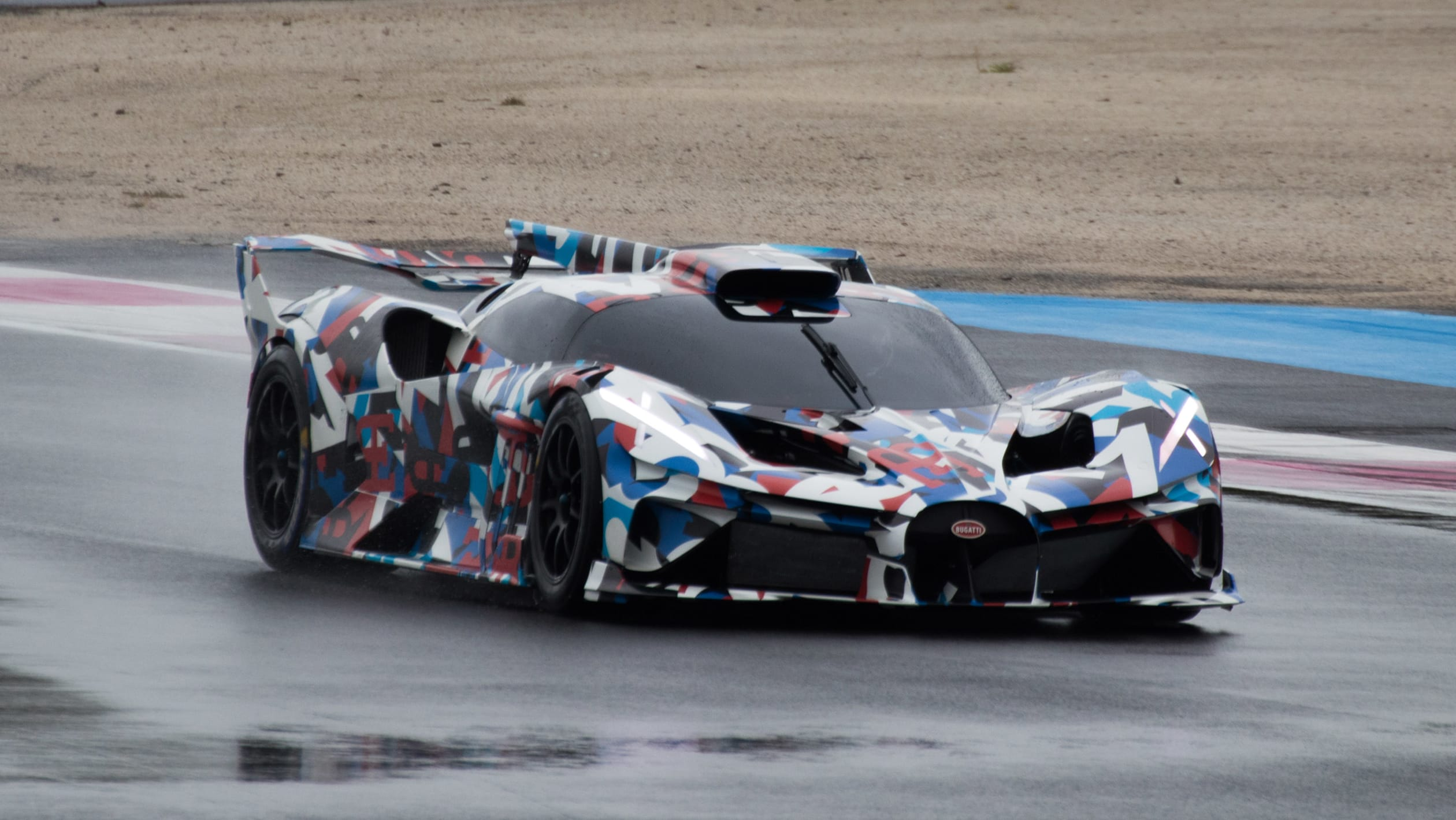
Bugatti Bolide. Концепт 2020 року, що теоретично здатен розвинути максимальну швидкість 500 км/год